# Patrick De Koning
Patrick De Koning (Dendermonde, 23 april 1961) is een Belgisch voormalig boogschutter.

## Levensloop
De Koning behaalde met het Belgisch team brons op de wereldkampioenschappen van 1979 (samen met Marnix Vervinck en Emiel Vercaigne) en 1983 (samen met Marnix Vervinck en Patrick Steyaert).
Tevens behaalde hij goud met het Belgisch team (voorts bestaande uit Willy Van den Bossche en Marnix Vervinck) op de Europese kampioenschappen van 1982.
Daarnaast nam hij deel aan de Olympische Zomerspelen van 1984 en 1988. In 1984 werd hij er 14e en in 1988 behaalde hij een 44e plaats. Met het Belgisch team (voorts bestaande uit Francis Notenboom en Paul Vermeiren) werd hij in 1988 15e.